# Хомстад, Кэтлин
Кэтлин Энн Хомстад (до замужества — Робертс; англ. Kathleen Ann Homstad (Roberts); род. 17 ноября 1951, Майлс-Сити, Монтана) — американская саночница. Участница зимних Олимпийских игр 1968, 1972 и 1976 годов.

## Биография
Кэтлин Хомстад родилась 17 ноября 1951 года в американском городе Майлс-Сити в штате Монтана.
Выступала в соревнования по санному спорту за «Монтана Гризлиз» из Мизулы. Шесть раз становилась чемпионкой США, семь раз — чемпионкой Северной Америки.
В 1968 году вошла в состав сборной США на зимних Олимпийских играх в Гренобле. В соревнованиях на одиночных санях заняла 14-е место, показав по сумме трёх заездов результат 2 минуты 33,60 секунды и уступив 4,94 секунды завоевавшей золото Эрике Лехнер из Италии.
В 1970 году заняла 8-е место на одиночных санях на чемпионате мира в Кёнигсзе, что стало лучшим результатом за первые 20 лет истории американского санного спорта.
В 1972 году вошла в состав сборной США на зимних Олимпийских играх в Саппоро. В соревнованиях на одиночных санях заняла 15-е место, показав по сумме четырёх заездов результат 3.05,98 и уступив 6,90 секунды завоевавшей золото Анне-Марии Мюллер из ГДР.
В 1976 году вошла в состав сборной США на зимних Олимпийских играх в Инсбруке. В соревнованиях на одиночных санях заняла 21-е место, показав по сумме четырёх заездов результат 3.01,351 и уступив 10,730 секунды завоевавшей золото Маргит Шуман из ГДР.
Впоследствии окончила университет Монтаны и вместе с мужем поселилась в городе Голета в штате Калифорния.

## Семья
Младшая сестра — Карен Робертс (род. 1954), американская саночница. Участница летних Олимпийских игр 1976 года.